# Municipio de Riverview (Dakota del Sur)
El municipio de Riverview (en inglés: Riverview Township) es un municipio ubicado en el condado de Moody en el estado estadounidense de Dakota del Sur. En el año 2010 tenía una población de 130 habitantes y una densidad poblacional de 1,4 personas por km².

## Geografía
El municipio de Riverview se encuentra ubicado en las coordenadas 44°8′45″N 96°42′12″O / 44.14583, -96.70333. Según la Oficina del Censo de los Estados Unidos, el municipio tiene una superficie total de 92.85 km², de la cual 92,8 km² corresponden a tierra firme y (0,05 %) 0,05 km² es agua.

## Demografía
Según el censo de 2010, había 130 personas residiendo en el municipio de Riverview. La densidad de población era de 1,4 hab./km². De los 130 habitantes, el municipio de Riverview estaba compuesto por el 97,69 % blancos, el 2,31 % eran amerindios. Del total de la población el 0 % eran hispanos o latinos de cualquier raza.